# Campeonato da Europa de Atletismo de 2022 - 800 m masculino
A prova dos 800 metros masculino do Campeonato da Europa de Atletismo de 2022 foi disputada entre os dias 18 a 21 de agosto de 2022, no Estádio Olímpico de Munique, em Munique na Alemanha. 

## Recordes
Antes desta competição, os recordes mundiais e do campeonato nesta prova eram os seguintes:
|                       | Nome            | Nacionalidade     | Tempo     | Local   | Data                 |
| --------------------- | --------------- | ----------------- | --------- | ------- | -------------------- |
| Recorde mundial       | David Rudisha   | Quênia            | 1m 40s 91 | Londres | 9 de agosto de 2012  |
| Recorde europeu       | Wilson Kipketer | Dinamarca         | 1m 41s 11 | Colônia | 24 de agosto de 1997 |
| Recorde do campeonato | Olaf Beyer      | Alemanha Oriental | 1m 43s 84 | Praga   | 31 de agosto de 1978 |

## Medalhistas
| Ouro                 | Prata               | Bronze             |
| Mariano García (ESP) | Jake Wightman (GBR) | Mark English (IRL) |

## Cronograma
Todos os horários são locais (UTC+2).
| Data         | Hora  | Evento    |
| ------------ | ----- | --------- |
| 18 de agosto | 10:10 | Bateria   |
| 19 de agosto | 20:27 | Semifinal |
| 21 de agosto | 19:40 | Final     |

## Resultados

### Bateria
Qualificação: 3 atletas de cada bateria (Q) mais os 4 melhores qualificados (q).
| Posição | Bateria | Raia | Atleta             | Nacionalidade        | Tempo   | Notas |
| ------- | ------- | ---- | ------------------ | -------------------- | ------- | ----- |
| 1       | 1       | 1    | Jake Wightman      | Reino Unido          | 1:45.94 | Q,    |
| 2       | 1       | 8    | Simone Barontini   | Itália               | 1:45.98 | Q     |
| 3       | 1       | 5    | Gabriel Tual       | França               | 1:46.08 | Q     |
| 4       | 1       | 2    | Tibo De Smet       | Bélgica              | 1:46.48 | q     |
| 5       | 1       | 7    | Andreas Kramer     | Suécia               | 1:46.50 | q     |
| 6       | 1       | 3    | Dániel Huller      | Hungria              | 1:47.19 | q     |
| 7       | 1       | 6    | Abedin Mujezinović | Bósnia e Herzegovina | 1:47.29 | q     |
| 8       | 4       | 4    | Eliott Crestan     | Bélgica              | 1:47.41 | Q     |
| 9       | 3       | 4    | Patryk Dobek       | Polónia              | 1:47.49 | Q     |
| 10      | 2       | 3    | Mark English       | Irlanda              | 1:47.54 | Q     |
| 11      | 4       | 7    | Adrián Ben         | Espanha              | 1:47.64 | Q     |
| 12      | 3       | 8    | Ben Pattison       | Reino Unido          | 1:47.64 | Q     |
| 13      | 3       | 1    | Mariano García     | Espanha              | 1:47.66 | Q     |
| 14      | 2       | 4    | Benjamin Robert    | França               | 1:47.66 | Q     |
| 15      | 2       | 7    | Daniel Rowden      | Reino Unido          | 1:47.67 | Q     |
| 16      | 4       | 3    | Tony van Diepen    | Países Baixos        | 1:47.67 | Q     |
| 17      | 1       | 4    | Christoph Kessler  | Alemanha             | 1:47.72 |       |
| 18      | 2       | 6    | Amel Tuka          | Bósnia e Herzegovina | 1:47.73 |       |
| 19      | 4       | 8    | Mateusz Borkowski  | Polónia              | 1:47.74 |       |
| 20      | 4       | 6    | Yanis Meziane      | França               | 1:47.82 |       |
| 21      | 4       | 2    | Catalin Tecuceanu  | Itália               | 1:47.94 |       |
| 22      | 2       | 5    | Álvaro de Arriba   | Espanha              | 1:47.94 |       |
| 23      | 3       | 6    | Djoao Lobles       | Países Baixos        | 1:48.00 |       |
| 24      | 3       | 3    | Joonas Rinne       | Finlândia            | 1:48.03 |       |
| 25      | 3       | 2    | Filip Šnejdr       | Chéquia              | 1:48.16 |       |
| 26      | 3       | 5    | John Fitzsimons    | Irlanda              | 1:48.22 |       |
| 27      | 4       | 5    | Tobias Grønstad    | Noruega              | 1:48.28 |       |
| 28      | 2       | 8    | Marc Reuther       | Alemanha             | 1:48.33 |       |
| 29      | 2       | 1    | Kacper Lewalski    | Polónia              | 1:48.43 |       |
| 30      | 3       | 7    | Aurele Vandeputte  | Bélgica              | 1:48.46 |       |
| 31      | 2       | 2    | Jan Vukovič        | Eslovênia            | 1:48.88 |       |

### Semifinal
Qualificação: 3 atletas de cada bateria (Q) mais os 2 melhores qualificados (q).
| Posição | Bateria | Raia | Atleta             | Nacionalidade        | Tempo   | Notas |
| ------- | ------- | ---- | ------------------ | -------------------- | ------- | ----- |
| 1       | 2       | 8    | Mariano García     | Espanha              | 1:46.52 | Q     |
| 2       | 2       | 1    | Jake Wightman      | Reino Unido          | 1:46.61 | Q     |
| 3       | 2       | 6    | Mark English       | Irlanda              | 1:46.66 | Q     |
| 4       | 2       | 3    | Ben Pattison       | Reino Unido          | 1:46.95 | q     |
| 5       | 2       | 2    | Eliott Crestan     | Bélgica              | 1:47.13 | q     |
| 6       | 2       | 5    | Tony van Diepen    | Países Baixos        | 1:47.64 |       |
| 7       | 2       | 4    | Gabriel Tual       | França               | 1:47.70 |       |
| 8       | 2       | 7    | Dániel Huller      | Hungria              | 1:48.03 |       |
| 9       | 1       | 4    | Andreas Kramer     | Suécia               | 1:48.37 | Q     |
| 10      | 1       | 2    | Simone Barontini   | Itália               | 1:48.51 | Q     |
| 11      | 1       | 3    | Benjamin Robert    | França               | 1:48.51 | Q     |
| 12      | 1       | 5    | Patryk Dobek       | Polónia              | 1:48.63 |       |
| 13      | 1       | 8    | Daniel Rowden      | Reino Unido          | 1:48.80 |       |
| 14      | 1       | 6    | Tibo De Smet       | Bélgica              | 1:49.10 |       |
| 15      | 1       | 7    | Adrián Ben         | Espanha              | 1:49.26 |       |
| 16      | 1       | 1    | Abedin Mujezinović | Bósnia e Herzegovina | 1:50.20 |       |

### Final
A final ocorreu no dia 21 de agosto às 19:40.
| Posição           | Raia | Atleta           | Nacionalidade | Tempo   | Notas                |
| ----------------- | ---- | ---------------- | ------------- | ------- | -------------------- |
| Medalha de ouro   | 7    | Mariano García   | Espanha       | 1:44.85 | Recorde pessoal      |
| Medalha de prata  | 2    | Jake Wightman    | Reino Unido   | 1:44.91 | Recorde da temporada |
| Medalha de bronze | 3    | Mark English     | Irlanda       | 1:45.19 |                      |
| 4                 | 5    | Andreas Kramer   | Suécia        | 1:45.38 |                      |
| 5                 | 6    | Benjamin Robert  | França        | 1:45.42 |                      |
| 6                 | 4    | Ben Pattison     | Reino Unido   | 1:45.63 |                      |
| 7                 | 8    | Simone Barontini | Itália        | 1:45.66 | Recorde pessoal      |
| 8                 | 1    | Eliott Crestan   | Bélgica       | 1:45.68 | Recorde da temporada |

Legenda
| Recorde mundial       | Recorde mundial (World record)               |                       | Recorde africano                      | Recorde africano (African) |                                           | Q | Classificado por posição (Qualified) |
| Recorde do campeonato | Recorde do campeonato (Championship record)  | Recorde da América    | Recorde da América (Americas)         | q                          | Classificado por melhor tempo (Qualified) |   |                                      |
| Melhor marca do ano   | Melhor marca do ano (World leading)          | Recorde asiático      | Recorde asiático (Asian)              | DNS                        | Não largou (Did not start)                |   |                                      |
| Recorde nacional      | Recorde nacional (National record)           | Recorde europeu       | Recorde europeu (European)            | DNF                        | Não terminou (Did not finish)             |   |                                      |
| Recorde pessoal       | Recorde pessoal do atleta (Personal best)    | Recorde da Oceania    | Recorde da Oceania (Oceania)          | DSQ / DQ                   | Desclassificado (Disqualified)            |   |                                      |
| Recorde da temporada  | Recorde da temporada do atleta (Season best) | Recorde sul-americano | Recorde sul-americano (South America) | NM                         | Sem marca (No mark)                       |   |                                      |